# スパイロメトリー

スパイロメトリーによるフローボリューム曲線。縦軸は気流速度、横軸は肺気量。

スパイロメトリー（英語: spirometry）は、肺気量を測定するためのもっとも基本的な肺機能検査であり、またその方法である。
測定機器をスパイロメーター、時間ごとの肺気量の変化を示す記録曲線をスパイログラム（英語: spirogram）とよぶ。